# John C. Carney
Ne doit pas être confondu avec John Carney.
Pour les articles homonymes, voir Carney.
John Charles Carney Jr., né le 20 mai 1956 à Wilmington (Delaware), est un homme politique américain. Membre du Parti démocrate, il est lieutenant-gouverneur du Delaware de 2001 à 2009 sous Ruth Ann Minner, puis élu la Chambre des représentants des États-Unis de 2011 à 2017. Il est gouverneur du Delaware de 2017 à 2025, puis maire de Wilmington depuis le 7 janvier 2025.

## Biographie

### Jeunesse et formation
Carney est né à Wilmington, Delaware, et a grandi à Claymont, le deuxième des neuf enfants d'Ann Marie (née Buckley) et de John Charles "Jack" Carney (1925-2014). Ses deux parents étaient des éducateurs. Ses arrière-grands-parents ont immigré d'Irlande. 
John Carney étudie au Dartmouth College, où il fait partie de l'équipe de football américain. Il en sort diplômé en 1978 et devient coach sportif. Il reprend ses études et obtient une maîtrise d'administration publique de l'université du Delaware en 1987.

### Carrière politique
À la fin des années 1980, il fait partie de l'équipe du sénateur Joe Biden. De 1989 à 1994, il dirige l'administration du comté de New Castle.
En 1994, il rejoint le cabinet du gouverneur Tom Carper, qui le choisit comme secrétaire aux finances du Delaware en 1997,. Il est élu en 2000 lieutenant-gouverneur du Delaware, poste qu'il occupe de 2001 à 2009.
Il annonce en 2007 qu'il est candidat à la succession de Ruth Ann Minner au poste de gouverneur du Delaware. Lors de la primaire démocrate, il affronte le trésorier de l'État Jack Markell. Il est battu de justesse, avec 2 000 voix d'écart.
En 2010, le républicain Michael Castle — élu depuis 17 ans — quitte son siège à la Chambre des représentants pour se présenter au Sénat. Carney est alors candidat à sa succession. Dans un État favorable aux démocrates, il s'agit de l'une des rares chances de bascule d'un siège républicain vers les démocrates au Congrès. Il domine les sondages durant toute la campagne. Le 2 novembre 2010, il est élu représentant avec 56,8 % des voix face au républicain Glen Urquhart (41 %). Il est réélu avec 64,4 % des suffrages en 2012 et 59,3 % en 2014. Durant son mandat, il se spécialise dans les questions de finances publiques et sert comme whip de la coalition des Nouveaux démocrates, regroupant les démocrates modérés.
Le gouverneur Markell ne peut pas se représenter en 2016. John Carney compte d'abord soutenir Beau Biden, mais il choisit de se présenter après le décès de celui-ci. Il est soutenu par Markell, le sénateur Carper et le vice-président Biden. Connu dans l'État et disposant de fonds importants, il est considéré comme le favori de la primaire démocrate et de l'élection. Sans opposant dans la primaire, il est élu le 8 novembre 2016 avec 58 % des suffrages face au sénateur d'État républicain Colin Bonini qui recueille 39 %. Il prend ses fonctions le 17 janvier 2017.
Inéligible à un troisième mandat de gouverneur pour l'élection de 2024, il annonce en avril sa candidature à l'élection du maire de Wilmington, la ville la plus peuplée de l'État. Il remporte en septembre la primaire démocrate avec 53,8 % des voix et devient alors le seul candidat en vue de l'élection générale de novembre. Il est alors le premier gouverneur en fonction de l'histoire américaine à être élu à une mairie. Le 7 janvier 2025, il démissionne de son poste de gouverneur quelques jours avant la fin de son mandat pour prendre ses fonctions de maire.